# Werner Pledath
Werner Pledath (* 26. April 1898 in Berlin; † 5. Dezember 1965 in Berlin) war ein deutscher Schauspieler und Synchronsprecher. Pledath wirkte in mehr als 120 deutschen Spielfilmen mit.

## Leben
Pledath besuchte die Schauspielschule des Deutschen Theaters zu Berlin und arbeitete ab 1922 an verschiedenen Berliner Bühnen, so u. a. am Deutschen Theater, am Hebbel-Theater und begründete die progressive „Gruppe Junger Schauspieler“. Seit 1923 spielte er auch in einigen Filmen mit, verstärkte seine Leinwandpräsenz aber mit dem Aufkommen des Tonfilms. Daneben auch umfangreiche Synchrontätigkeit; Pledath zählte in den 1930er-Jahren zu einem vielbeschäftigten Synchronsprecher. In der Zeit des Nationalsozialismus kam er bei Kriegsende noch auf die Gottbegnadeten-Liste.

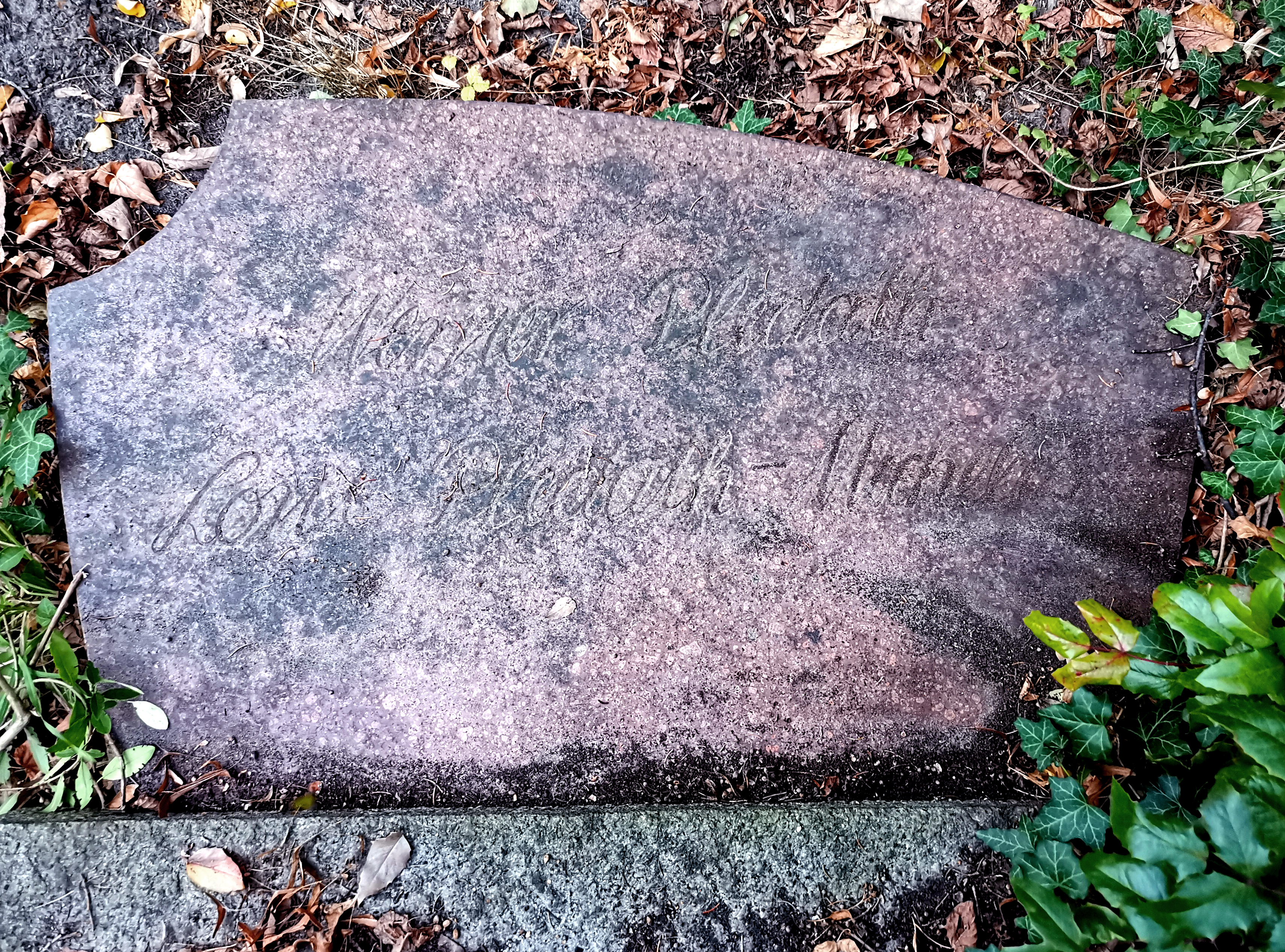
Grab auf dem St.-Marien- und St.-Nikolai-Friedhof I in Berlin

Nach Kriegsende führte ihn von 1949 bis 1961 ein Engagement als Charakterdarsteller ans Deutsche Theater in seine Heimatstadt, gefolgt von Film- und Fernsehaufgaben für den Deutschen Fernsehfunk (DFF) und die DEFA. In zahlreichen kleinen und größeren Rollen konnte er neben 15 DEFA-Spielfilmen, in einigen sogenannten Stacheltieren und frühen Fernsehinszenierungen überzeugen, wie beispielsweise 1950 als Wirtschaftssaboteur Benthin in dem unter der Leitung von Slatan Dudow und Kurt Maetzig entstandenen Film Familie Benthin.
Nach dem Bau der Berliner Mauer musste der in West-Berlin lebende Pledath seine Tätigkeit für das Deutsche Theater sowie sämtliche Filmaufgaben im Ostteil der Stadt einstellen. Fortan spielte er nur noch gelegentlich an Westberliner Bühnen, so am Hansa-Theater und an der Schaubühne am Lehniner Platz.
Werner Pledath war seit 1933 mit der Schauspielerin Loni Michelis verheiratet. Die Eheleute sind gemeinsam auf dem St.-Marien- und St.-Nikolai-Friedhof I in Berlin-Prenzlauer Berg bestattet (Feld Allee II).

## Filmografie
- 1923: Der Mensch am Wege
- 1931: Gassenhauer
- 1931: Wer nimmt die Liebe ernst?
- 1932: Es wird schon wieder besser
- 1932: Fünf von der Jazzband
- 1932: Ich bei Tag und Du bei Nacht
- 1932: Die unsichtbare Front
- 1932: Unmögliche Liebe
- 1933: Liebelei
- 1933: Johannisnacht
- 1933: Skandal in Budapest
- 1934: Mutter und Kind
- 1934: Die Abschieds-Symphonie
- 1934: Der alte und der junge König
- 1935: Pygmalion
- 1935: Viktoria
- 1935: Die Heilige und ihr Narr
- 1935: Der höhere Befehl
- 1935: Der mutige Seefahrer
- 1936: Der Kurier des Zaren
- 1936: Mädchenjahre einer Königin
- 1936: Port Arthur
- 1936: Savoy-Hotel 217
- 1936: Weiße Sklaven
- 1936: Gleisdreieck
- 1937: Alkohol und Steuerrad
- 1937: Die Kronzeugin
- 1937: Der Mustergatte
- 1937: Das schöne Fräulein Schragg
- 1937: Solo per te
- 1937: Gewitterflug zu Claudia
- 1937: Kreutzersonate
- 1937: Zu neuen Ufern
- 1937: Ein Volksfeind
- 1937: Mutterlied
- 1938: Am seidenen Faden
- 1938: Dreiklang
- 1938: Dreizehn Mann und eine Kanone
- 1938: Heimat
- 1938: Klimbusch macht Wochenende
- 1938: Der Maulkorb
- 1938: Rote Orchideen
- 1938: Der Skarabäus
- 1938: Der Tag nach der Scheidung
- 1938: Die Nacht der Entscheidung
- 1938/50: Preußische Liebesgeschichte
- 1939: Der falsche Admiral
- 1939: Der Gouverneur
- 1939: Das große Los
- 1939: Die gute alte Zeit
- 1939: Ein hoffnungsloser Fall
- 1939: Im Namen des Volkes
- 1939: In letzter Minute
- 1939: Irrtum des Herzens
- 1939: Kornblumenblau
- 1939: Der Polizeifunk meldet
- 1939: Robert Koch, der Bekämpfer des Todes
- 1939: Rosemarie will nicht mehr lügen
- 1939: Der singende Tor
- 1939: La casa lontana (italienische Fassung von Der singende Tor)
- 1939: Flucht ins Dunkel
- 1940: Achtung! Feind hört mit!
- 1940: Fahrt ins Leben
- 1940: Herz ohne Heimat
- 1940: Die Rothschilds
- 1940: Seitensprünge
- 1940: Aus erster Ehe
- 1940: Die 3 Codonas
- 1940: Unser Fräulein Doktor
- 1941: Ich klage an
- 1941: Ohm Krüger
- 1941: Ein Windstoß
- 1942: Diesel
- 1942: Die Entlassung
- 1942: Rembrandt
- 1942: Zwischen Himmel und Erde
- 1943: Du gehörst zu mir
- 1943: Ein glücklicher Mensch
- 1943: Die goldene Spinne
- 1943: Lache Bajazzo
- 1943: I pagliacci
- 1943: Tolle Nacht
- 1943: Zirkus Renz
- 1944: Die Degenhardts
- 1944: Das schwarze Schaf
- 1944: Um neun kommt Harald
- 1944: Melusine
- 1944: Schicksal am Strom
- 1944/48: Frech und verliebt
- 1944/49: Ruf an das Gewissen
- 1944/49: Wie sagen wir es unseren Kindern?
- 1945: Shiva und die Galgenblume (unvollendet)
- 1945: Eines Tages
- 1948: Straßenbekanntschaft
- 1949: Die blauen Schwerter
- 1950: Familie Benthin
- 1950: Der Rat der Götter
- 1950: Die Jungen vom Kranichsee (DEFA – Regie: Arthur Pohl)
- 1951: Die letzte Heuer
- 1951: Zugverkehr unregelmäßig
- 1952: Das verurteilte Dorf
- 1953: Anna Susanna
- 1954: Ernst Thälmann – Sohn seiner Klasse
- 1955: Ernst Thälmann – Führer seiner Klasse
- 1955: Hotelboy Ed Martin
- 1959: Weißes Blut

## Synchronisation
- 1943 (1946): Konstantin Michailow als Emir von Buchara in Nasreddin in Buchara

## Theater
- 1950: Bertolt Brecht: Die Mutter – Regie: Bertolt Brecht (Berliner Ensemble im Deutschen Theater Berlin)
- 1952: George Bernard Shaw: Pygmalion (Pickering) – Regie: Rudolf Noelte (Deutsches Theater Berlin – Kammerspiele)
- 1953: Konstantin Issajew/Alexander Galitsch: Fernamt …Bitte melden (Kirpitschnikow) – Regie: Rudolf Wessely (Deutsches Theater Berlin – Kammerspiele)
- 1953: Heinar Kipphardt: Shakespeare dringend gesucht (Monhaupt) – Regie: Herwart Grosse  (Deutsches Theater Berlin – Kammerspiele)
- 1953: Alexander Kron: Das tote Tal (Semjon) – Regie: Herwart Grosse (Deutsches Theater Berlin)
- 1954: Albert Maltz Hotelboy Ed Martin (Gangster) – Regie: Ernst Kahler (Deutsches Theater Berlin – Kammerspiele)
- 1955: Alfred Matusche: Die Dorfstraße (Pfarrer) – Regie: Hannes Fischer (Deutsches Theater Berlin – Kammerspiele)
- 1955: Arno Holz: Sozialaristokraten (Buchdrucker) – Regie: Ernst Kahler (Deutsches Theater Berlin – Kammerspiele)
- 1957: Frances Goodrich: Das Tagebuch der Anne Frank – Regie: Emil Stöhr (Deutsches Theater Berlin)
- 1958: Eduardo de Filippo: Weh‘ dem, der träumt (Vater Cimmaruta) – Regie: Rudolf Wessely (Deutsches Theater Berlin – Kammerspiele)
- 1961: Günter Weisenborn Die Illegalen (Gastwirt) – Regie: Ernst Kahler/Horst Drinda (Deutsches Theater Berlin – Kammerspiele)

## Hörspiele
- 1947: Friedrich Karl Kaul: Mord – Regie: Josef Pelz von Felinau (Berliner Rundfunk)
- 1947: Konstantin Simonow: Mister Smith schreibt ein Buch (Die russische Frage); – Regie: Hannes Küpper (Berliner Rundfunk)
- 1947: Curt Goetz: Hokuspokus – Regie: Hanns Farenburg (Berliner Rundfunk)
- 1948: Hermann Turowski: Singe, Säge, singe – Regie: Hanns Farenburg (Berliner Rundfunk)
- 1951: Karl Georg Egel: Das Lied von Helgoland – Regie: Gottfried Herrmann (Berliner Rundfunk)
- 1951: Heinrich von Kleist: Der zerbrochene Krug (Gerichtsrat Walter) – Regie: Werner Wieland (Hörspiel – Berliner Rundfunk)
- 1952: Albert Maltz: Der Fall Morrison – Regie: Wolfgang Langhoff (Berliner Rundfunk)
- 1952: Friedrich Karl Kaul/Günther Cwojdrak: Chicago 1886 – Regie: Gottfried Herrmann (Berliner Rundfunk)
- 1953: Herbert Torbeck/Manda Torbeck: Die letzte Meldung (Jaudel) – Regie: Wolfgang Schonendorf (Hörspiel – Berliner Rundfunk)
- 1953: Carl Sternheim: Die Kassette (Dettmichel, Notar) – Regie: Werner Wieland (Hörspiel – Berliner Rundfunk)
- 1953: Maximilian Scheer: Die Rosenbergs (Dr. Bloch) – Regie: Maximilian Scheer (Berliner Rundfunk)
- 1954: Johannes R. Becher: Die Winterschlacht – Regie: Hedda Zinner (Rundfunk der DDR)
- 1955: Leonhard Frank: Die Ursache (Gerichtsvorsitzender) – Regie: Martin Flörchinger (Rundfunk der DDR)
- 1955: Anna Seghers: Das siebte Kreuz (Overkamp) – Regie: Hedda Zinner (Rundfunk der DDR)
- 1957: Jean-Paul Sartre: Nekrassow (Chefredakteur Palotin) – Regie: Erich-Alexander Winds (Rundfunk der DDR)
- 1958: Gerhard Rentzsch/Karl Wagert: Der Fall van der Lubbe (Gerichtspräsident) – Regie: Erich-Alexander Winds (Rundfunk der DDR)
- 1959: Karlernst Ziem/René Ziem: Der Fall Dinah Furner (Rechtsanwalt Barnett) – Regie: Werner Grunow (Kriminalhörspiel – Rundfunk der DDR)
- 1961: Rolf Schneider: Prozeß Richard Waverly (Richter) – Regie: Otto Dierichs (Hörspiel – Rundfunk der DDR)
- 1961: Heinrich Böll: Zum Tee bei Doktor Borsig (Söntgen) – Regie: Wolfgang Brunecker (Hörspiel – Rundfunk der DDR)